# Lijst van beelden in Staphorst
Dit is een (onvolledige) chronologische lijst van beelden in Staphorst. Onder een beeld wordt hier verstaan elk driedimensionaal kunstwerk in de openbare ruimte van de Nederlandse gemeente Staphorst, waarbij beeld wordt gebruikt als verzamelbegrip voor sculpturen, standbeelden, installaties, gedenktekens en overige beeldhouwwerken.
Voor een volledig overzicht van de beschikbare afbeeldingen zie: Beelden in Staphorst op Wikimedia Commons.
| Geplaatst | Omschrijving                          | Kunstenaar    | Straat                                                                               | Plaats    | Materiaal | Afbeelding |
| --------- | ------------------------------------- | ------------- | ------------------------------------------------------------------------------------ | --------- | --------- | ---------- |
| 2002      | De laatste melkbus                    | E. van Heck   | Kerkplein                                                                            | Rouveen   |           |            |
| 2002      | Vrouw in schijf                       | Kiny Copinga  | Gemeenteweg / Bergerslag                                                             | Staphorst |           |            |
| 2003      | Staphorst                             | onbekend      | Bergerslag                                                                           | Staphorst |           |            |
| 2011      | Moluks monument Kamp Conrad 1954-1966 | Ruud Schimmel | Conradkade                                                                           | Rouveen   |           |            |
| onbekend  | De Triangel                           | onbekend      | Goudenregenstraat 2 (De Triangel)                                                    | Rouveen   |           |            |
| onbekend  | Spelende kinderen en dieren           | onbekend      | Goudenregenstraat 2 (aan de gevel van De Triangel (oude inmiddels gesloopte gebouw)) | Rouveen   |           |            |
| onbekend  | Astronomisch kwadrant                 | onbekend      | Ebbinge Wubbenlaan 1(aan de gevel)                                                   | Staphorst | metaal    |            |
| onbekend  | Wapen van Staphorst                   | onbekend      | Gemeentehuis, Binnenweg 26 (aan de gevel)                                            | Staphorst |           |            |